# 니시사쿠라다니촌
니시사쿠라다니촌(西桜谷村)은 시가현 가모군에 설치되었던 촌이다. 현재의 히노정에 해당한다.

## 역사
- 1894년 5월 12일 - 사쿠라다니촌이 분할해 5개 오아자의 구역을 가지고 성립하였다.
- 1955년 3월 16일 - 구 히노정, 미나미히쓰사촌, 기타히쓰사촌, 가이가케촌, 기타히쓰사촌, 니시오지촌, 히가시사쿠라다니촌과 합병해 새로운 히노정이 성립하여, 동일 니시사쿠라다니촌은 폐지되었다.

## 참고문헌
- 角川日本地名大辞典 25 滋賀県